# Dom van Aalborg
De Sint-Botulfuskerk (Deens: Budolfi Kirke) is de domkerk van Aalborg en de zetelkerk van het lutherse bisdom Aalborg.

## Geschiedenis

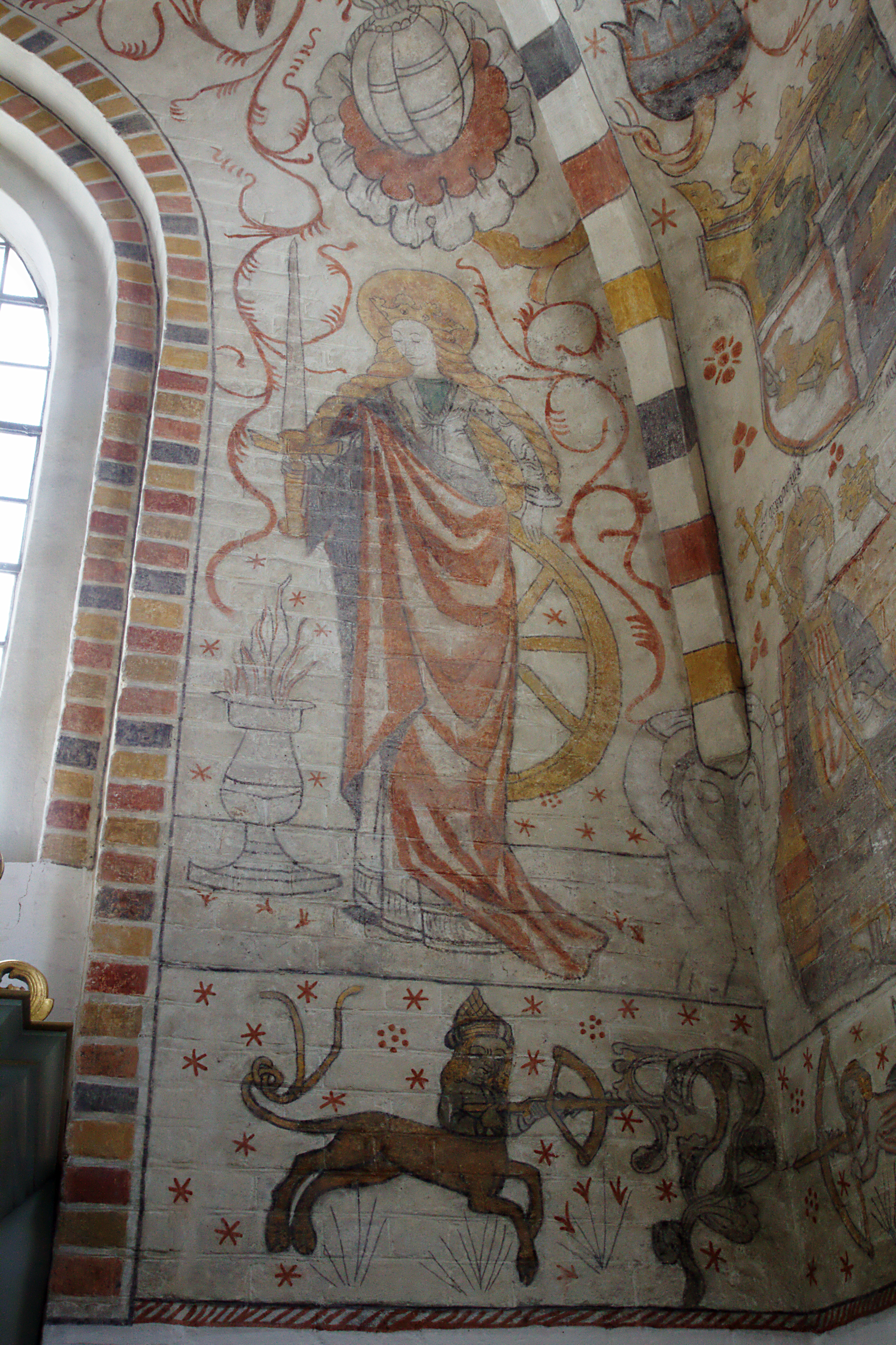
Fresco's

De kerk staat onder het patrocinium van de heilige abt Botulfus, stichter van de angelsaksische abdij Icanho, en werd rond het jaar 1450 gebouwd. Pas na de reformatie, die zich in Aalborg later inzette dan in de rest van het land, werd de kerk in 1554 tot bisschopskerk verheven.    
Op de plaats van de huidige kerk stonden eerder een houten kerk en twee romaanse kerkgebouwen. Rond 1450 werd eerst het gotische kerkschip opgericht, de toren vervolgens pas in de jaren 1778-1780. De gotische bekroning van de toren siert tegenwoordig het stadswapen van Aalborg. In 1817 werden er vier klokken aan de toren aangebracht en op de zuidelijke kant een zonnewijzer. Er hangen drie klokken in de toren. 
Belangrijke verbouwingen vonden in 1860, 1886 en 1898-1890 plaats. De sacristie aan het noordelijke zijschip is een toevoeging uit 1899. In de oorlogsjaren 1942-1943 werd het koor met 14 meter verlengd en werd aan het noordelijk kerkschip een kapel aangebouwd. De kerk meet tegenwoordig 56 meter lang en 22 meter breed.

## Interieur
De status als domkerk weerspiegelt zich in de rijke inventaris. Rond 1500 werden de gewelven van beschildering voorzien. Het altaar is barok en werd in 1689 door Lauridtz Jensen gebouwd. Het toont in  een vergulde omlijsting in donkere kleuren Golgotha. In de predella van het altaar is een schilderij van het Laatste Avondmaal, in het bovenste deel een schilderij van Jezus' graflegging. De barokke kansel is eveneens een werk van Lauridtz Jensen en stamt uit het jaar 1692: op de tien panelen wordt de lijdensgeschiedenis van Jezus weergegeven. Het marmeren doopvont is een geschenk uit 1728. Op de noordelijke zijde werd in 1766 een loge voor het koningshuis gebouwd. In de kerk bevinden zich voorts een groot aantal epitafen. Daaronder zijn de belangrijkste het renaissance epitaaf van Karine Hansdatter uit 1583 en het neoclassicistische epitaaf voor Jacob en Elizabeth Himmering uit 1773-1774.

## Orgel
Het huidige orgel staat op de westelijke galerij en werd in het jaar 1959 met 40 registers verdeeld over drie manualen en pedaal door de orgelbouwer Marcussen & Søn uit Aabenraa gebouwd. Daarbij bleef de orgelkas van 1749 behouden. Het rugpositief ontstond met de nieuwbouw van het orgel en werd door Leopold Teschl ontworpen. Omdat men de stijl van het rugpositief niet bij de rest van de kerk vond passen werd het in 2007 aangepast. Het sleeplade-instrument heeft tegenwoordig 43 registers op drie manualen en pedaal. De tracturen zijn mechanisch, de registertracturen zijn elektrisch.   

## Afbeeldingen

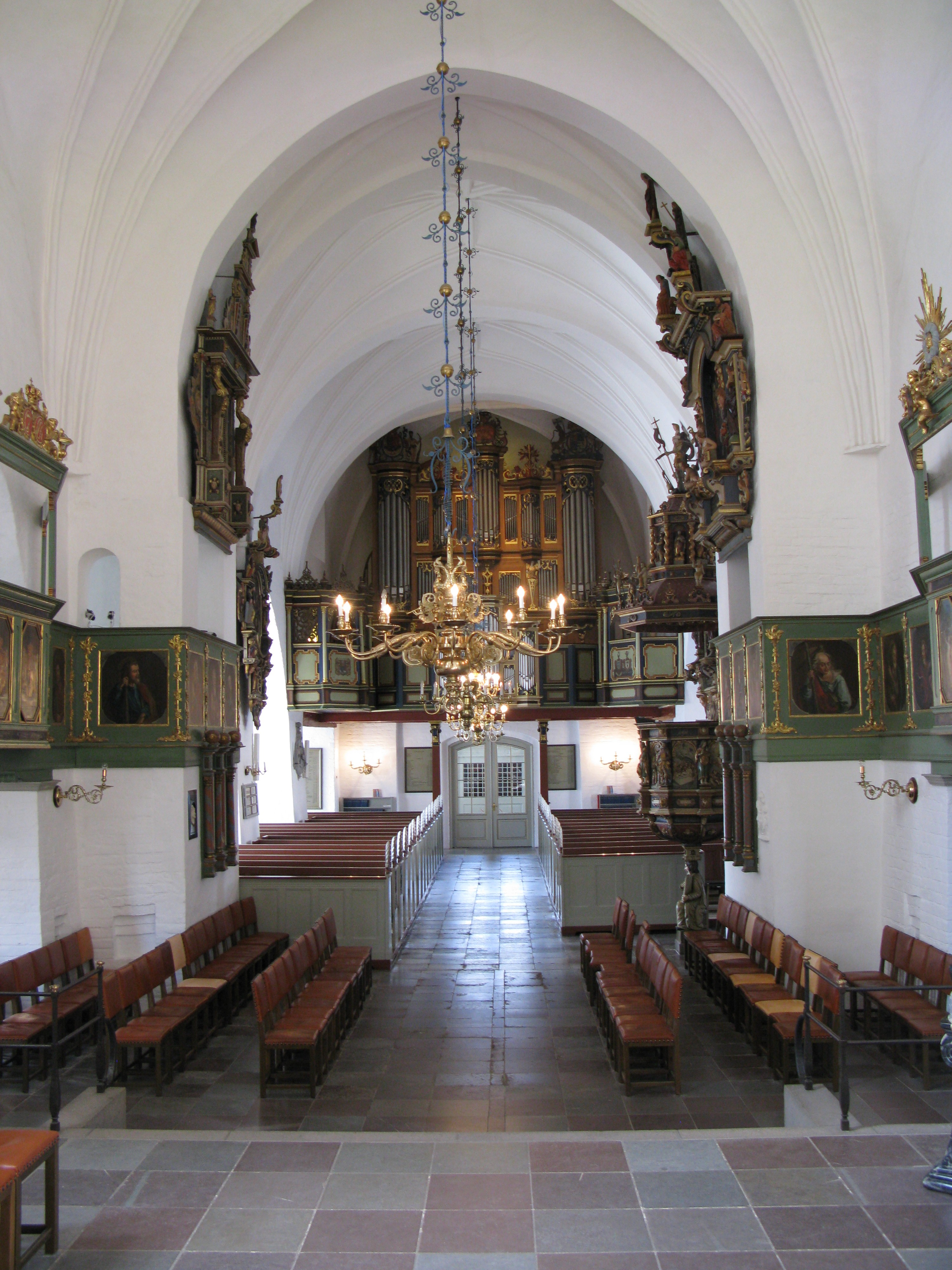
Schip
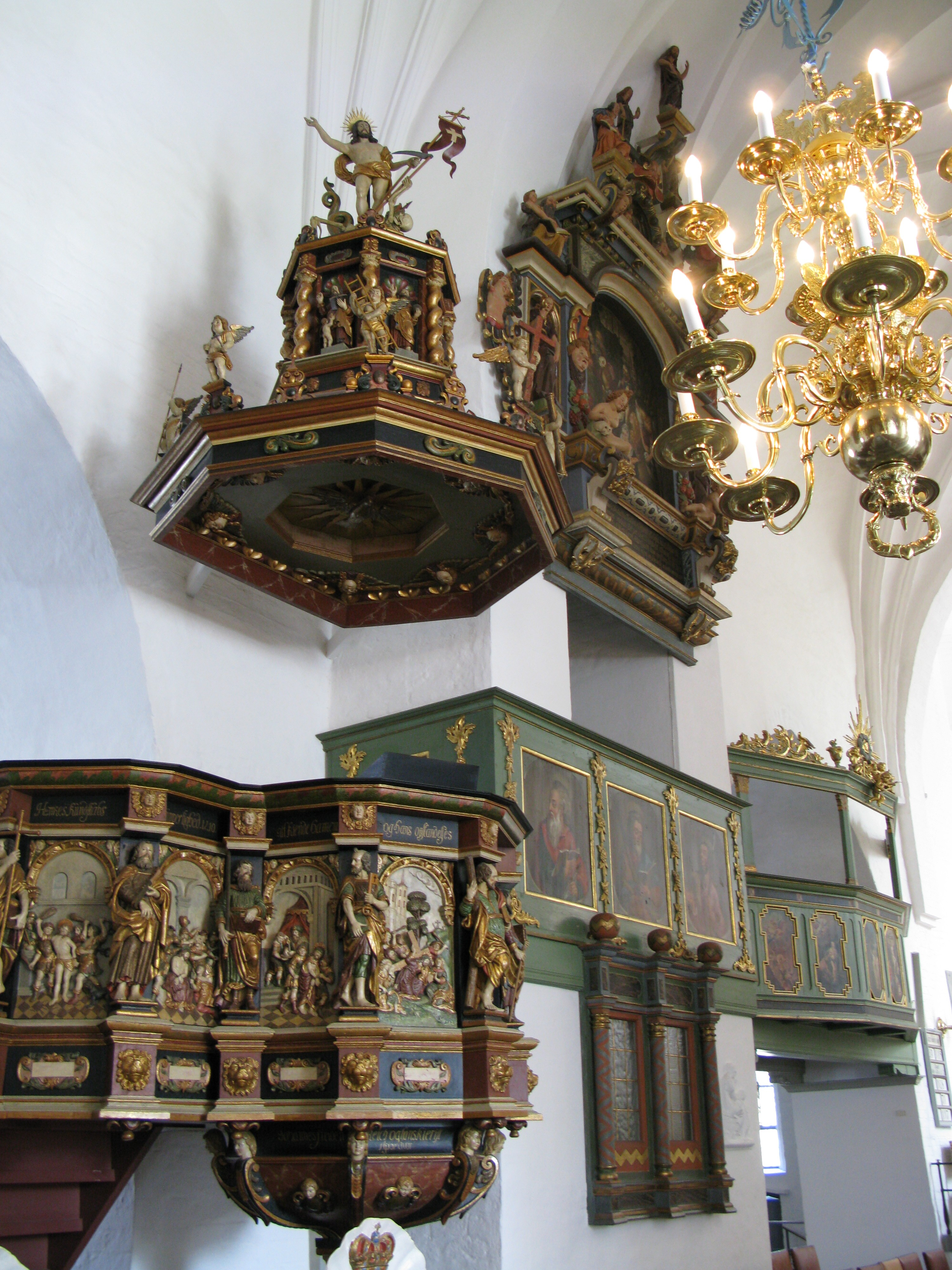
Kansel
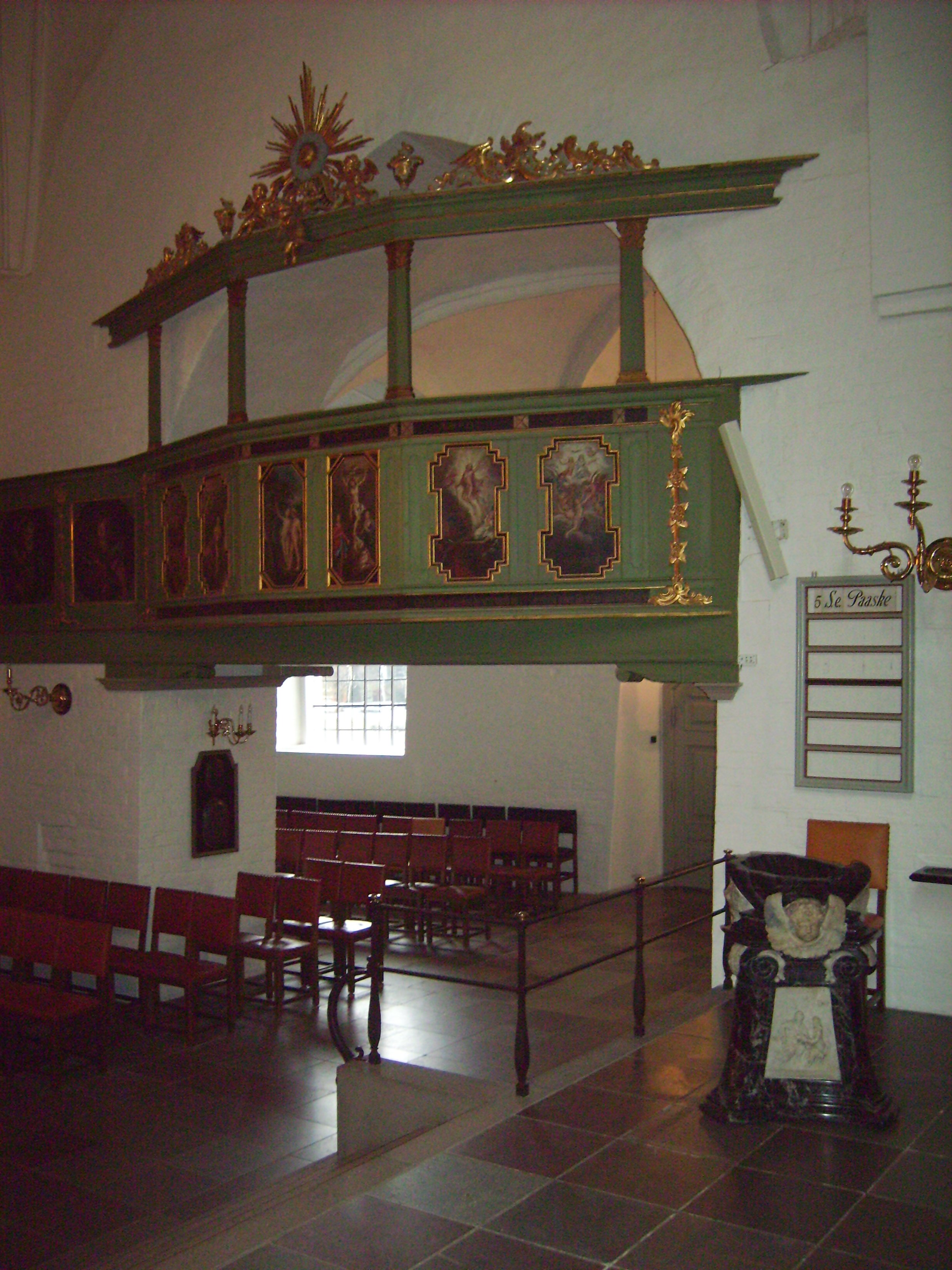
Loge
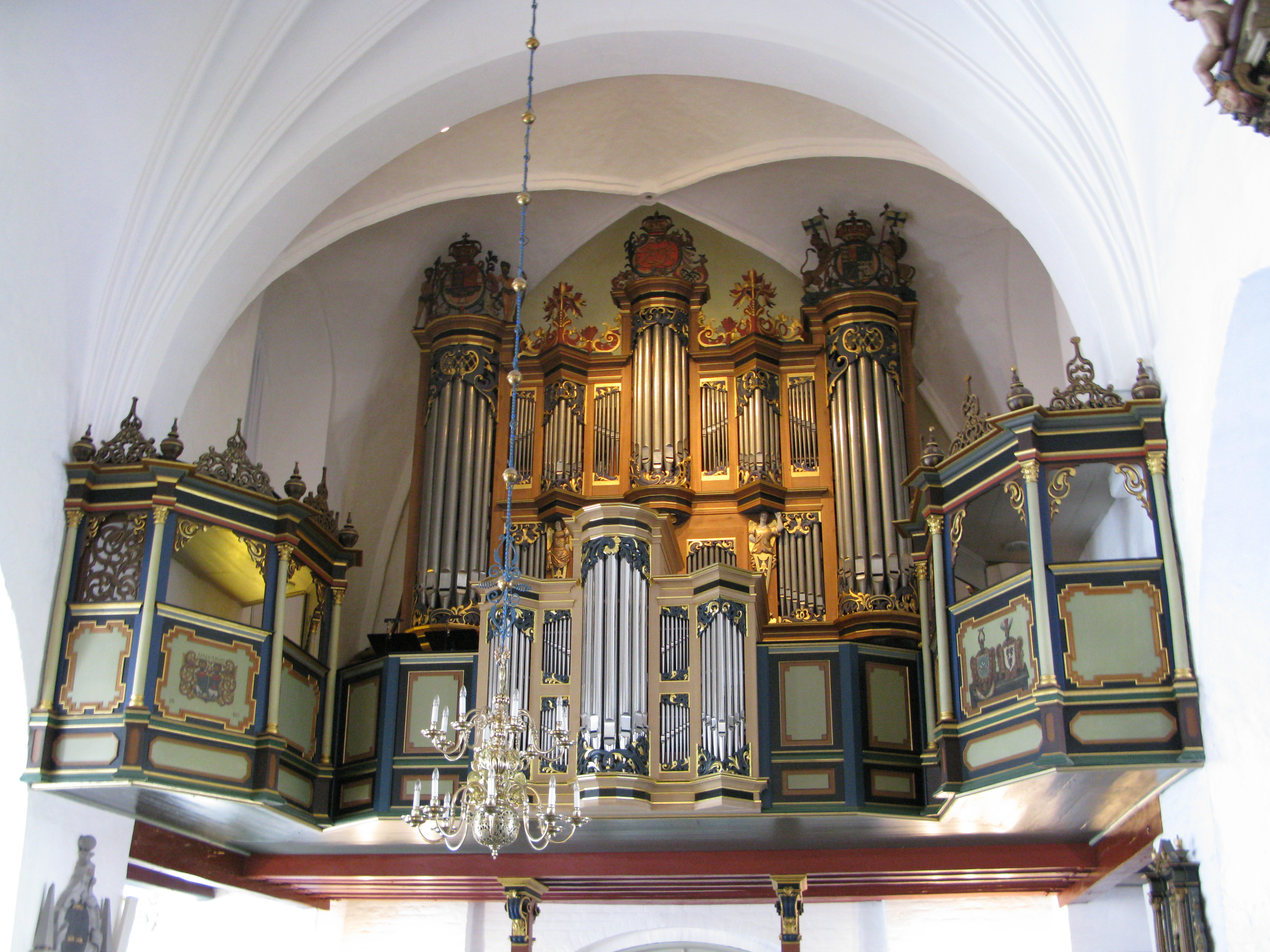
Marcussen-orgel
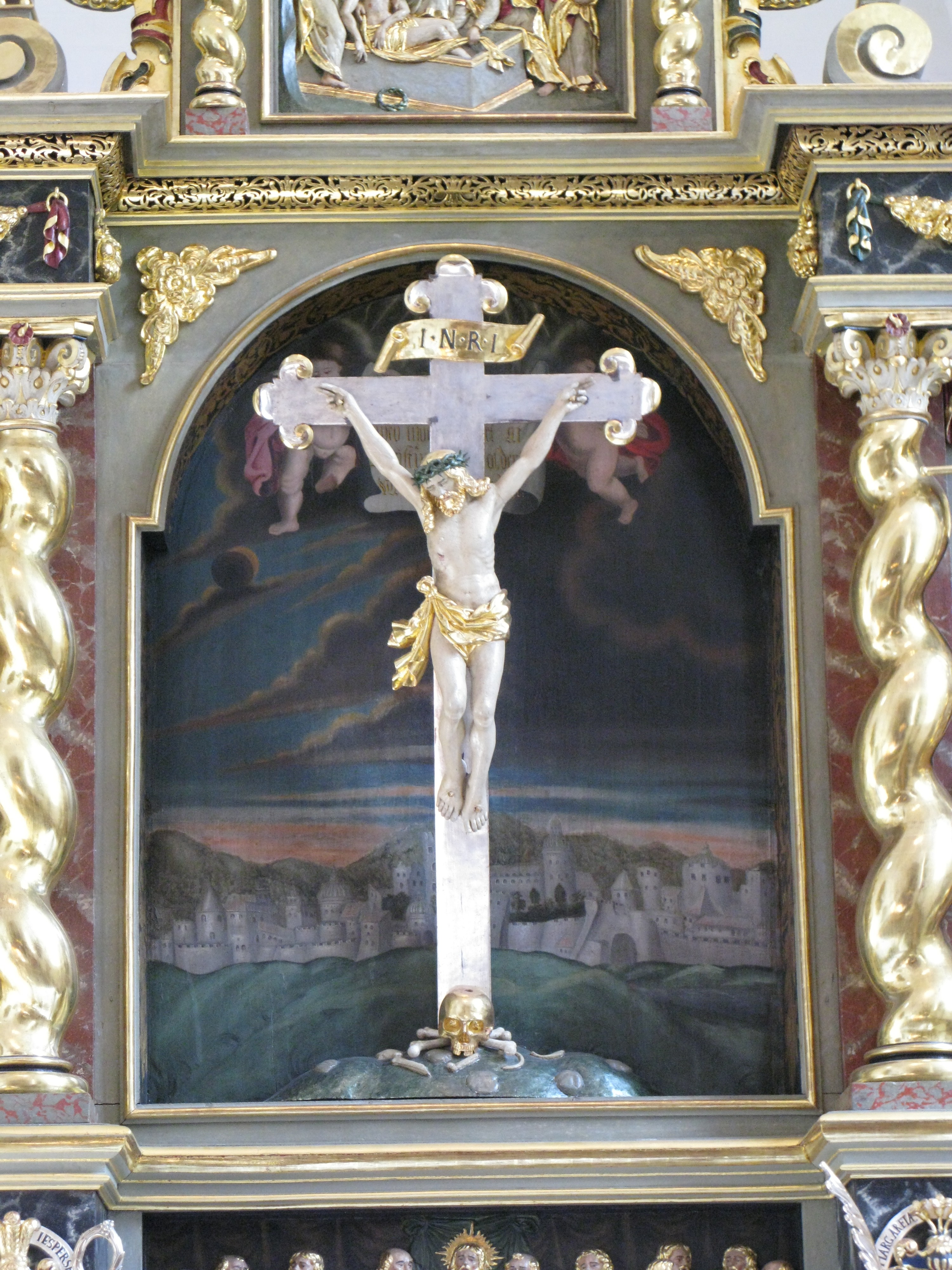
Altaarkruis
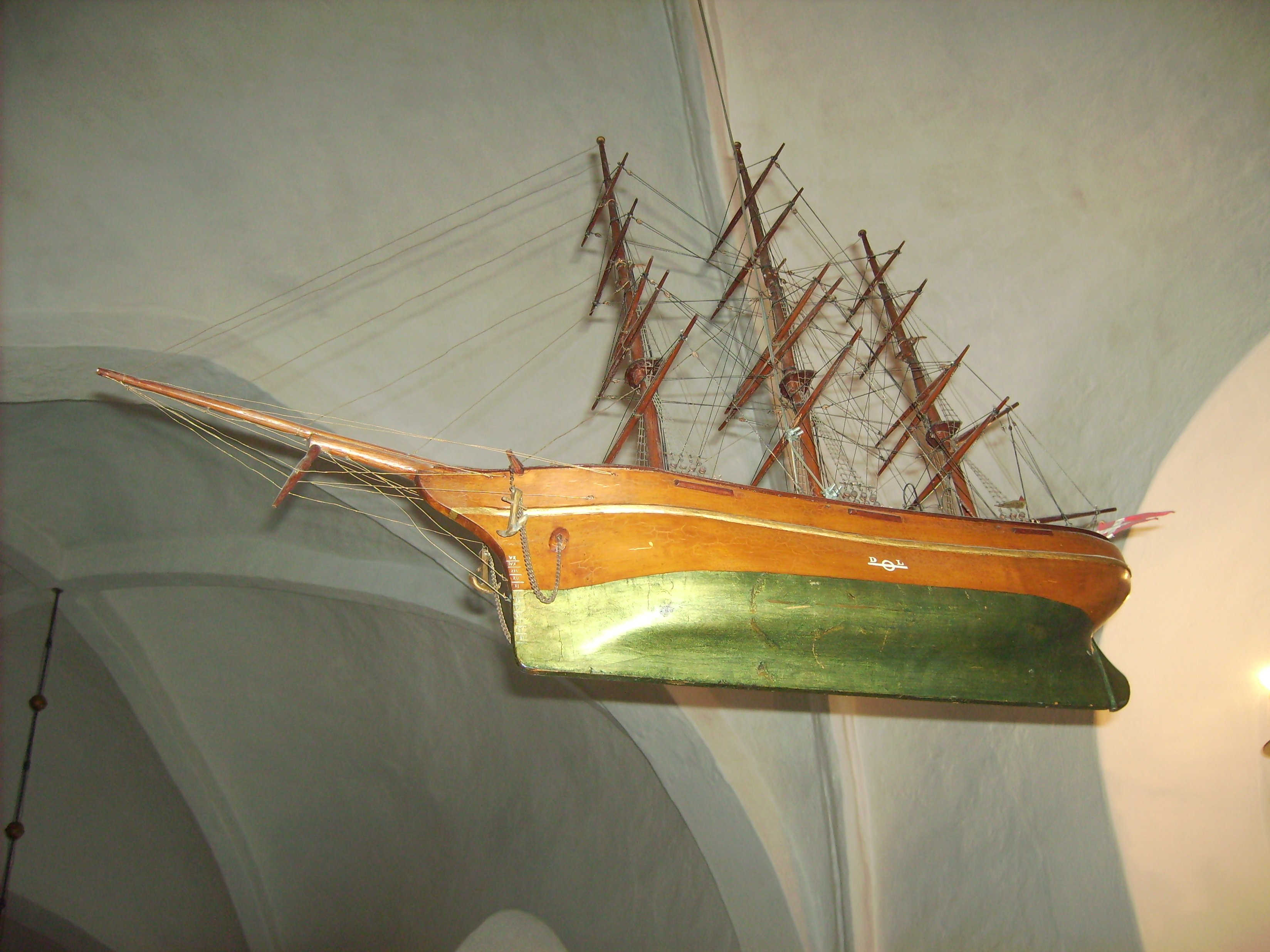
Votiefschip
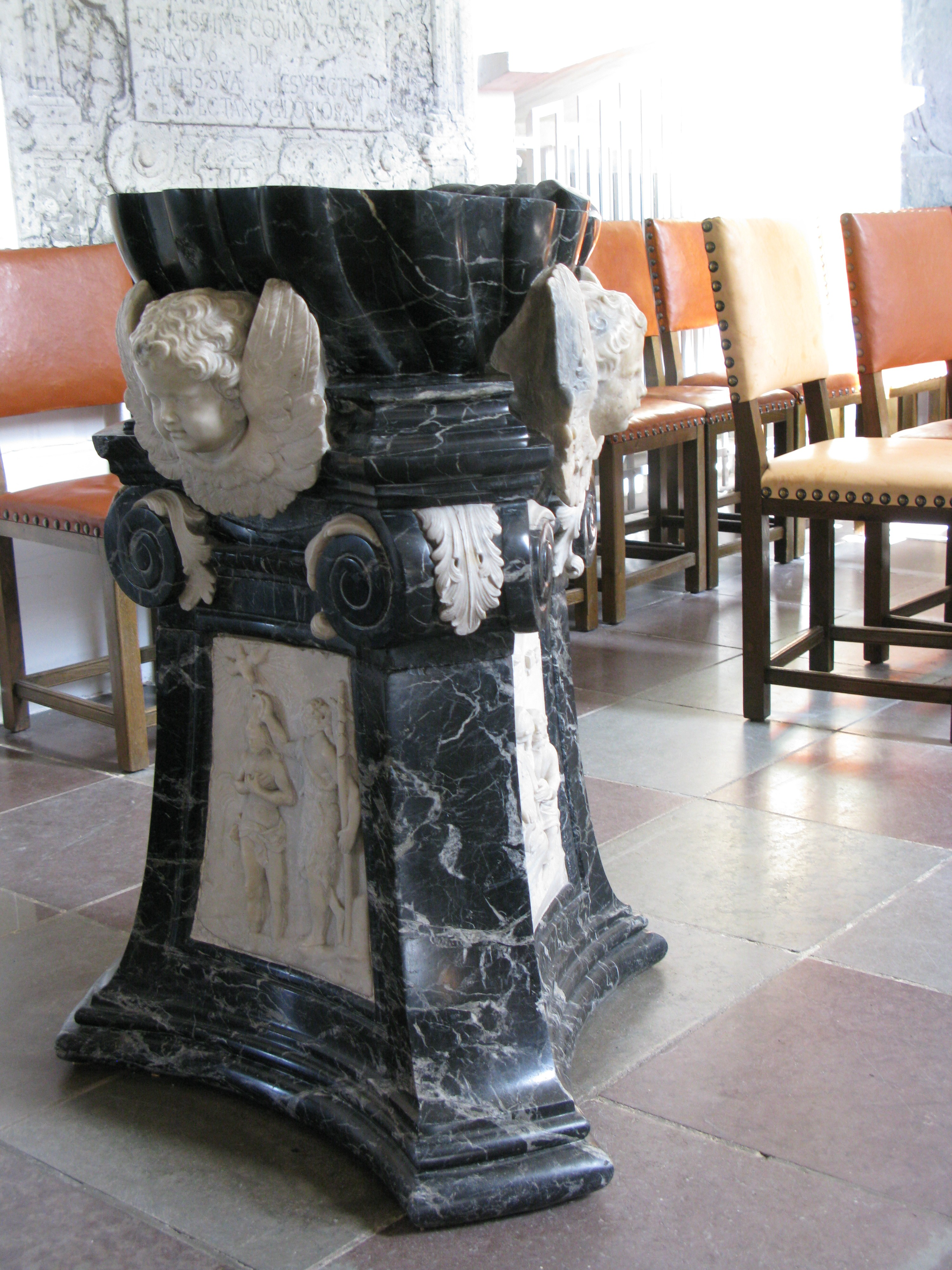
Doopvont